# Гарретт, Дэвид
Дэ́вид Гарретт (англ. David Garrett, настоящее имя Давид Кристиан Бонгартц нем. David Christian Bongartz; 4 сентября 1980, Ахен, Северный Рейн-Вестфалия) — немецкий скрипач, работающий в музыкальном направлении, синтезирующем классическую музыку с джазом и роком, кантри и фольклором.

## Биография
Родился 4 сентября 1980 года в Ахене, в ФРГ, в семье американской прима-балерины Дав Гарретт (Dove Garrett) и западногерманского адвоката и юриста Георга Питера Бонгартца. Он принял девичью фамилию матери в качестве псевдонима, поскольку «она более звучная и легко произносимая». Когда Дэвиду было 4 года, отец купил скрипку его старшему брату. Дэвид проявлял интерес к музыке и вскоре научился играть. Годом позже он принял участие в конкурсе и выиграл свой первый приз. В возрасте 7 лет он учился играть на скрипке в консерватории Любека у профессора Захара Брона. В девять лет он дебютировал на фестивале Kissinger Sommer. В 12 лет он начал работать с британской скрипачкой польского происхождения Идой Гендель, часто совершая поездки в Лондон и другие европейские города, чтобы встретиться с ней. В 17 лет он был зачислен в Королевский колледж музыки в Лондоне, который покинул по окончании первого семестра. Отвечая в одном из интервью на вопрос об исключении, Гарретт ответил: «Это нельзя назвать официальным отчислением... Скорее, это было взаимное соглашение о том, что после первого семестра я и Королевский колледж музыки идём разными путями. Я действительно пропускал уроки, но я пропускал их по причине дополнительной практики — но это не помогло!»
В 1999 году Дэвид переехал в Нью-Йорк, чтобы учиться в Джульярдской школе, и в 2003 году победил в конкурсе композиторов этой школы, представив фугу, написанную в стиле Иоганна Себастьяна Баха. В Джульярдской школе он был одним из первых, кто обучался под руководством Ицхака Перлмана. Во время учебы в Джульярдской школе Гарретт подрабатывал моделью. В 2004 году он получил диплом[какой?].

## Музыкальная карьера
Гарретт получил свою первую скрипку Страдивари в 11 лет в знак уважения от президента Германии Рихарда фон Вайцзеккера после выступления перед ним. В 13 лет Гарретт записал два CD-диска, впервые был показан по немецкому телевидению и дал концерт в резиденции президента Федеративной Республики Германия, на вилле Hammerschmidt, куда был приглашён лично доктором фон Вайцзеккером. Ему было предложено играть на известной скрипке «San Lorenzo», созданной Страдивари, которая занимает одно из главных мест среди инструментов «золотого периода».
В 13 лет Гарретт подписал эксклюзивный контракт с Deutsche Grammophon Gesellschaft и оказался самым молодым исполнителем среди подписавших подобные контракты. В апреле 1997 года в возрасте 16 лет он выступил с Мюнхенским филармоническим оркестром под управлением Зубина Меты в Дели и Бомбее на концертах, посвящённых 50-летию независимости Индии.
Два года спустя в Берлине Гарретт выступил с Симфоническим оркестром Берлинского радио, которым руководил Рафаэль Фрюбек де Бургос, и был отмечен критиками. После этого он был  приглашен на представление, которое состоялось на Expo 2000 в Ганновере. В 21 год Дэвида пригласили выступить в шоу «Променадные» концерты Би-би-си.
Выпустив альбом Encore в 2008 году, Гарретт преследует цель вызвать интерес молодёжи к классической музыке. Альбом включает его собственные аранжировки и композиции музыкальных фрагментов и мелодий, которые сопровождали его по жизни. Вместе со своей музыкальной группой, состоящей из «клавиш», гитары и ударных, он даёт концерты, на которых наряду с классическими сонатами в сопровождении рояля, аранжировками и композициями исполняются рок-песни и музыкальные темы из кинофильмов.
Осенью 2007 года фирма Montegrappa, производящая элитные перьевые ручки, выбрала Гарретта «лицом» новой линии ручек Tributo ad Antonio Stradivari collection. Презентация новой линии проходила в нескольких городах, в том числе Риме, Нью-Йорке, Гонконге, Берлине и Лондоне. По этому случаю Гарретту было предложено играть на скрипке Страдивари из коллекции Gli Archi di Palazzo Comunale.
В 2008 году Дэвид Гарретт попал в Книгу рекордов Гиннесса, исполнив "Полёт шмеля" за 1 минуту 6,52 секунды на съемочной площадке Guinness World Records: Die Größten Weltrekorde в Германии 20 декабря 2008 года.
Дэвид Гарретт также участвовал в Royal Variety Performance 5 декабря 2011 года, представив свою кавер-версию композиции Smells Like Teen Spirit (группы Нирвана). В 2010 году он вошёл в жюри 9-й ежегодной Independent Music Awards, чтобы помочь карьере независимых музыкантов.
19 мая 2012 года на финале Лиги чемпионов УЕФА Дэвид Гарретт выступил вместе с немецким оперным певцом Йонасом Кауфманом. При полном стадионе они исполнили кавер-версию гимна Лиги Чемпионов UEFA.
Альбом Music вышел 30 июля 2013 года, в него вошли рок- и поп-композиции, исполненные Гарреттом на скрипке в симфонической или барокко-манере.
Альбом Caprice вышел 14 апреля 2014 года, в его записи принимали участие Андреа Бочелли, Стив Морс и Николь Шерзингер.
Он написал кавер-версии на песни «Viva La Vida», «Smooth Criminal», «Whole Lotta Bond» и многие другие.

## Фильмография
Снялся в главной роли в фильме «Паганини: скрипач дьявола», вышедшем в мировой прокат 31 октября 2013 года. Кроме этого, участвовал в проекте в качестве композитора, а также создал специально для фильма авторскую аранжировку.

### Студийные альбомы
- Free (2007)
- Virtuoso (2007)
- Encore (2008)
- David Garrett (2009)
- Classic Romance (2009)
- Rock Symphonies (2010)
- Legacy (2011)
- Music (2012)
- 14 (2013)
- Garrett vs. Paganini (Deluxe Edition) (2013) (Classical, Instrumental, Symphonic Rock)
- Caprice (2014)
- Explosive (2015)
- Rock Revolution (2017)
- Unlimited - Greatest Hits (2018)
- Alive: My Soundtrack (2020)

### Другие альбомы
- Nokia Night of the Proms (2004), The New Classical Generation 2008 (2008)